# Iwan Borisiuk
Iwan Iwanowicz Borisiuk (ros. Иван Иванович Борисюк, ur. 31 października?/13 listopada 1914 we wsi Sełewynci obecnie w rejonie niemirowskim w obwodzie winnickim, zm. 28 lipca 1944 k. Hajnówki) – radziecki wojskowy, młodszy porucznik, Bohater Związku Radzieckiego (1943).

## Życiorys
Urodził się w ukraińskiej rodzinie chłopskiej. Skończył 4 klasy szkoły w Monastyrku, pracował jako przewodniczący kołchozu. Od 1934 do 1938 odbywał służbę wojskową, ponownie został powołany do armii w 1941, po ataku Niemiec na ZSRR walczył kolejno na Froncie Zachodnim, Centralnym i 2 Białoruskim. W 1942 został członkiem WKP(b). Jako dowódca plutonu 676 pułku piechoty 15 Dywizji Piechoty 13 Armii w stopniu młodszego porucznika brał udział w bitwie pod Kurskiem k. wsi Nowyj Chutor w obwodzie orłowskim, gdzie wraz ze swoimi żołnierzami odparł atak ośmiu czołgów wroga, a następnego dnia k. wsi Snawa w obwodzie kurskim brał udział w odpieraniu kolejnych ataków niemieckich czołgów, zadając wrogowi duże straty. W lipcu 1944 brał udział w walkach na terytorium Polski, zginął pod Hajnówką. Został pochowany w Hajnówce.

## Odznaczenia
- Złota Gwiazda Bohatera Związku Radzieckiego (7 sierpnia 1943)
- Order Lenina (7 sierpnia 1943)
- Order Wojny Ojczyźnianej II klasy